# Salam Fayyad
Salam Fayyad, född 15 juni 1952 i Deir al-Ghusun, Västbanken, är en palestinsk politiker som mellan 15 juni 2007 och 6 juni 2013 var premiärminister för den Palestinska myndighetens krisregering. Fayyad tillhör partiet Tredje vägen och har tidigare varit palestinsk finansminister. Han efterträdde den sparkade premiärministern Ismail Haniyeh som tillhörde Hamas.
Fayyad har studerat ekonomi vid University of Texas i Austin, USA och var ett tag lärare vid Yarmukuniversitetet i Jordanien innan han arbetade för Världsbanken där han var verksam mellan åren 1987 och 1995. 2001 blev han verksam inom det palestinska självstyret där han senare blev finansminister. Det var under tiden som finansminister han bildade partiet Tredje vägen, som ställde upp i valen till den lagstiftande församlingen 2006 där Hamas fick majoritet. Politiskt sett anses han vara västvänlig, och hans nya regering stöds bland annat av Fatah, Israel och Egypten.